# Bromsgrove
Bromsgrove est une localité du Worcestershire en Angleterre. Elle est à une trentaine de kilomètres au nord-est de Worcester et une vingtaine de kilomètres au sud-ouest de Birmingham. Le recensement du Royaume-Uni de 2001 attribue une population de 87 837 habitants au district de Bromsgrove.